# Clarks (Luisiana)
Clarks é uma vila localizada no estado americano de Luisiana, na Paróquia de Caldwell.

## Demografia
Segundo o censo americano de 2000, a sua população era de 1071 habitantes.
Em 2006, foi estimada uma população de 1063, um decréscimo de 8 (-0.7%).

## Geografia
De acordo com o United States Census Bureau tem uma área de
2,5 km², dos quais 2,5 km² cobertos por terra e 0,0 km² cobertos por água.

## Localidades na vizinhança
O diagrama seguinte representa as localidades num raio de 32 km ao redor de Clarks.